# Provincia Choapa
Choapa (Provincia de Choapa) este o provincie din regiunea Coquimbo, Chile.

## Comune
- Linares (capitală provincială)
- San Javier
- Villa Alegre
- Yerbas Buenas
- Colbún
- Longaví
- Retiro
- Parral